# Herb powiatu olsztyńskiego

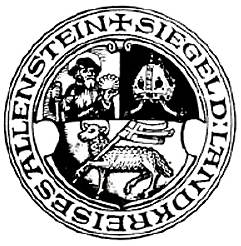
Przedwojenna pieczęć powiatu

Herb powiatu olsztyńskiego – jeden z symboli powiatu olsztyńskiego, ustanowiony 27 czerwca 2008

## Wygląd i symbolika
Herb przedstawia na tarczy dwudzielnej w pas w polu górnym błękitnym herb kapituły warmińskiej (półkrzyż złoty i fromborska brama miejska z trzema wieżami w murze czerwonym), natomiast polu dolnym herb Warmii i biskupów warmińskich (na czerwonym polu biały Baranek Boży).